# 树台乡
树台乡，是中华人民共和国宁夏回族自治区中卫市海原县下辖的一个乡镇级行政单位。

## 行政区划
树台乡下辖以下地区：
大嘴村、树台村、二百户村、浪塘村、红井村、相桐村、新庄村、龚湾村和韩庄村。